# Khoit Tsenkhergrottan

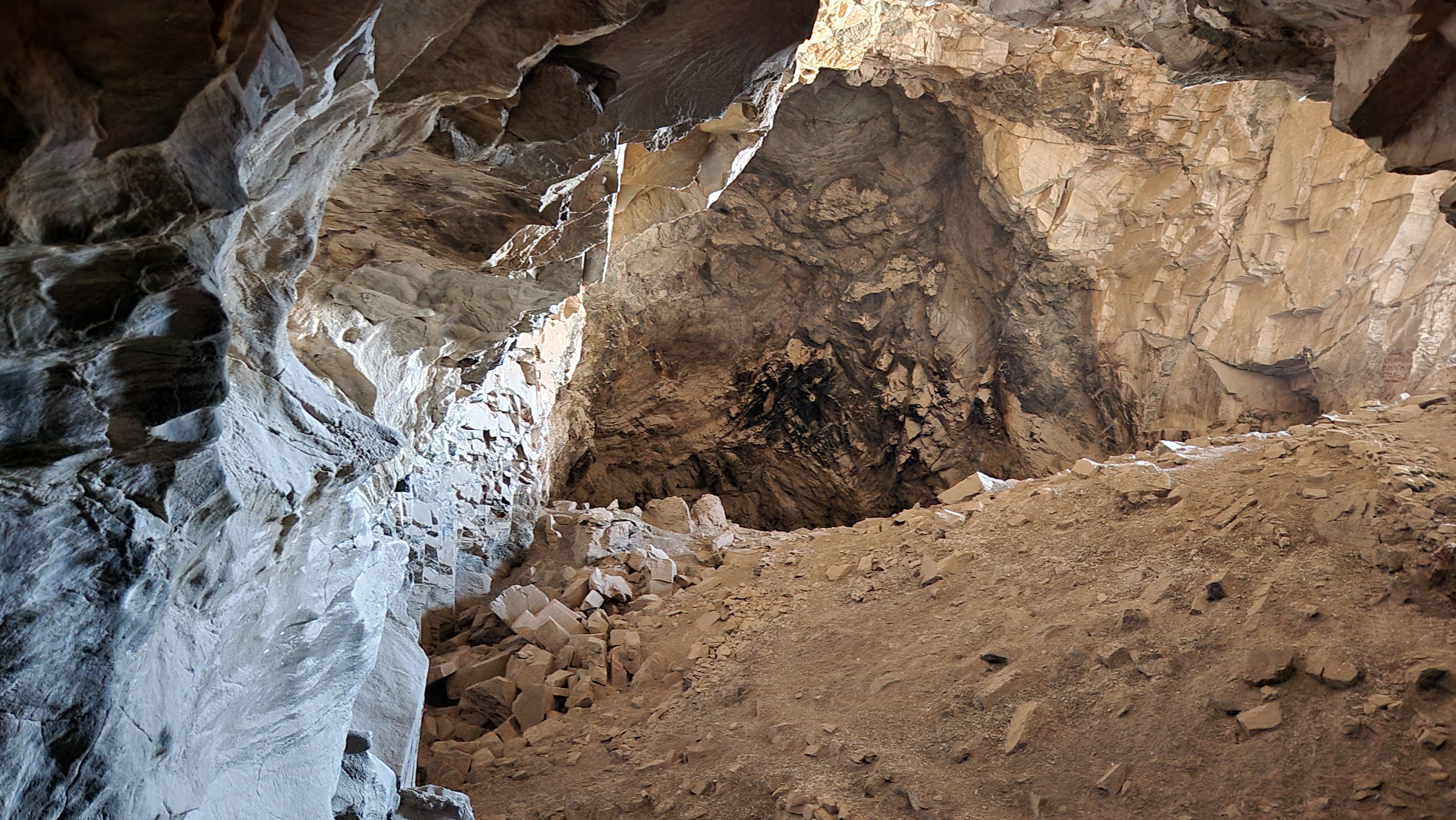
Khoit Tsenkhergrottan

Khoit Tsenkhergrottan (mongoliska: Хойд Цэнхэрийн агуй) är en grotta med målningar i Mankhan Sum, provinsen Khovd, Mongoliet.

## Beskrivning
Grottmålningarna i Khoit Tsenkhergrottan är från paleolitikum till upp till historiska tider och utgörs av symboler och djurformer målade på grottväggarna. Hjortar, bufflar, oxar, stenbockar, lejon, Argalifår, antiloper, kameler, elefanter, strutsar och en del andra djur finns avbildade och bildar ofta palimpsester med överlappande motiv. Målningarna verkar bruna eller röda i färg, och stilen liknar annan paleolitisk klippkonst runt om i världen men är olik alla andra som hittats i Mongoliet. Det är ryttare på hästar och tvåhjuliga vagnar.

## Världsarvsstatus
Den 1 augusti 1996 sattes hällmålningarna i Khoit Tsenker upp på Mongoliets tentativa världsarvslista.